# Begin (北野井子の曲)
「Begin」（ビギン）は、日本の歌手である北野井子が1998年6月3日にリリースしたデビュー・シングル。プロデュースはYOSHIKIが手がけ、ミュージック・ビデオは父の北野武が監督した。
ボーカルのレコーディングは1998年の3月から25日間に渡りロサンゼルスで行われ、カップリングの「I Believe」は北野がロサンゼルス滞在中に制作された。
フジテレビ系『アイドルハイスクール 芸能女学館』エンディング・テーマ。ロッテ「シュガーレスガム」CMソング。

## 収録曲
| 全作詞・作曲・編曲: YOSHIKI。 |                              |         |            |      |
| #                             | タイトル                     | 作詞    | 作曲・編曲 | 時間 |
| 1.                            | 「Begin」                    | YOSHIKI | YOSHIKI    | 5:06 |
| 2.                            | 「I Believe」                | YOSHIKI | YOSHIKI    | 5:00 |
| 3.                            | 「Begin (Instrumental)」     | YOSHIKI | YOSHIKI    | 5:06 |
| 4.                            | 「I Believe (Instrumental)」 | YOSHIKI | YOSHIKI    | 5:00 |